# Grão-de-bico
Grão-de-bico (Cicer arietinum), no Brasil também chamado de gravanço, ervanço, ervilha-de-galinha ou ervilha-de-bengala ou grão-de-pato,  é uma leguminosa da família das fabáceas, muito distribuída na Índia e no Mediterrâneo.  
Tal como o chícharo, a lentilha e o feijão, o seu cultivo é muito difundido para consumo humano, consumindo-se  geralmente cozido, ou após moagem fina, em preparados a partir da sua farinha.

## Etimologia
Os termos associados grão + bico advêm do Latim granum e do préstimo Celta latinizado beccu. Os termos "Gravanço" e "ervanço" usados no Brasil, originam do espanhol garbanzo.

## Descrição

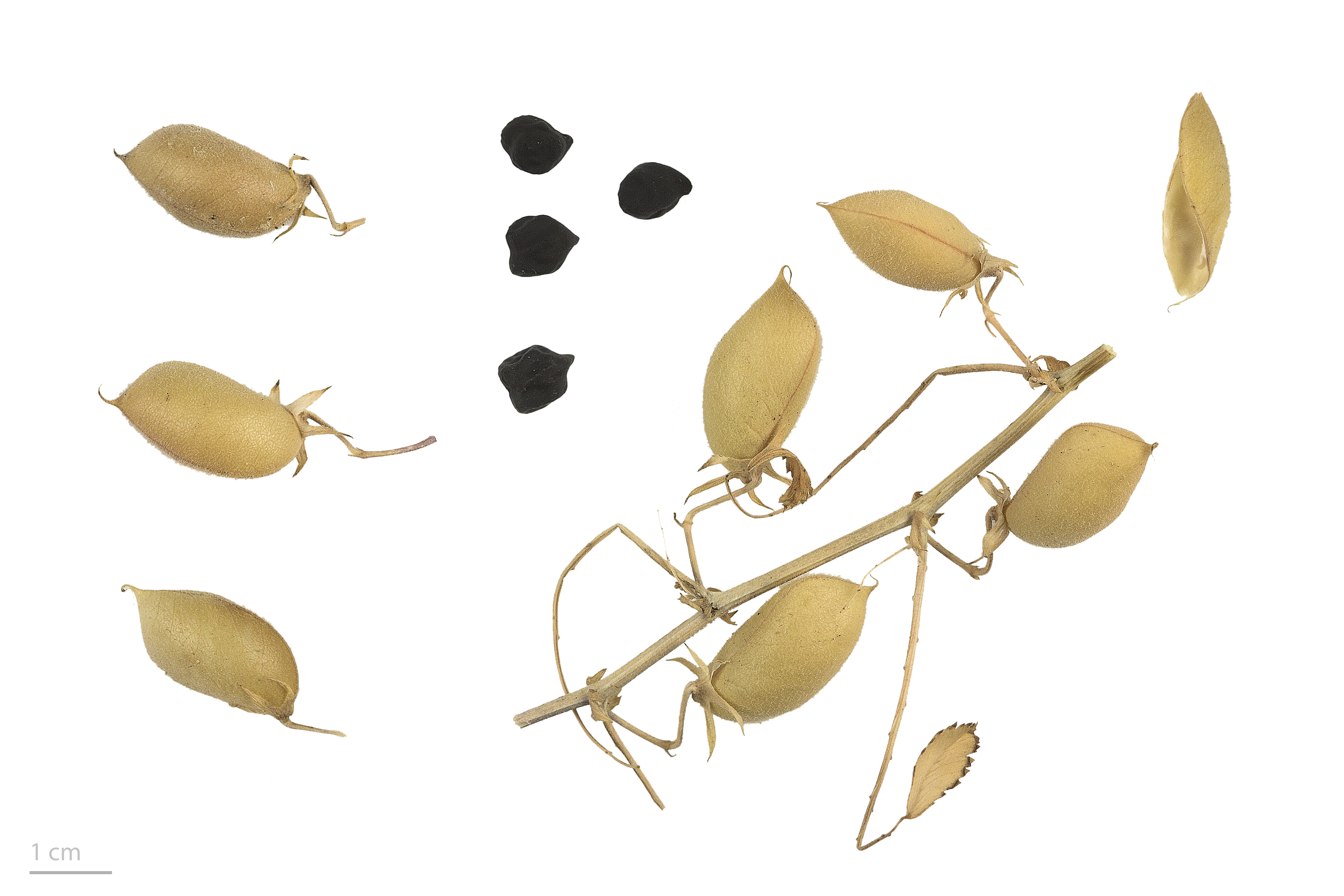
Cicer arietinum preto no Museu de Toulouse.

Trata-se de uma planta herbácea, que mede entre 20 e 50 centímetros de altura, de flores brancas que desenvolvem uma bainha, em cujo interior se encontram 2 ou 3 grãos, no máximo. Os grãos de cor castanho-claro (ou também verde) são arredondados, tendo uma pequena "espora". A sua periodicidade é anual.

## Nutrição
O grão-de-bico é uma leguminosa com importantes qualidades culinárias e nutritivas, sendo rico em proteínas, sais minerais e vitaminas do complexo B. Além disso, devido à grande quantidade de celulose contida na casca, o grão-de-bico estimula o bom funcionamento dos intestinos.
O grão-de-bico, do ponto de vista nutricional, é um excelente alimento.
Devido à sua grande quantidade de amido, é usado pelo nosso organismo como fonte de energia. É pobre em água e gorduras, e está isento de colesterol.
Cada 100 gramas de grão contém 6 gramas de fibras, sendo na sua maioria fibras solúveis, ajudando de uma forma bastante eficaz o nosso organismo a eliminar açúcares, gorduras e o colesterol.
O ácido fólico pode-se encontrar em doses generosas no grão.
Vários estudos referem a importância desta leguminosa na prevenção de doenças cardiovasculares, assim como no tratamento de vários tipos de anemia. Contém uma generosa quantidade de cálcio, ferro e magnésio, minerais que desempenham funções importantes no nosso organismo. É indispensável numa dieta alimentar equilibrada. O grão-de-bico também possui uma grande quantidade de triptofano, utilizado para produzir serotonina, responsável pela ativação dos centros cerebrais que dão a sensação de bem-estar, satisfação e confiança.
Sua casca é rica em fibras. No entanto, por concentrar também substâncias que dificultam a absorção de nutrientes, a maioria das receitas pede a semente descascada.

## Culinária
O grão-de-bico é usado para o preparo de uma pasta árabe chamada Homus. Onde é normalmente feito o cozimento dos grãos e após removida a casca/pele, o que deixa a pasta bem lisinha e uniforme.
Sendo um alimento relativamente barato, oferece uma grande versatilidade na culinária. Inclusive, por ser um ingrediente de origem vegetal rico em proteínas e outros minerais, ele se tornou um alimento bastante popular entre pessoas vegetarianas e veganas. 
Com ele é possível preparar bolinho vegano ou hambúrguer de grão-de-bico, sem utilizar carnes ou outros ingredientes de origem animal. 
| Planta | Bainha com grãos. | Grãos prontos para o consumo. | Doce de grão-de-bico. |

## Produção mundial
| País                                     | Produção em 2018 (toneladas anuais) |
| ---------------------------------------- | ----------------------------------- |
| Índia                                    | 11.380.000                          |
| Austrália                                | 998.231                             |
| Turquia                                  | 630.000                             |
| Rússia                                   | 620.400                             |
| Estados Unidos                           | 577.970                             |
| Etiópia                                  | 515.642                             |
| Myanmar                                  | 509.856                             |
| México                                   | 351.796                             |
| Paquistão                                | 323.364                             |
| Canadá                                   | 311.300                             |
| Fonte: Food and Agriculture Organization |                                     |